# Franz Krabbes

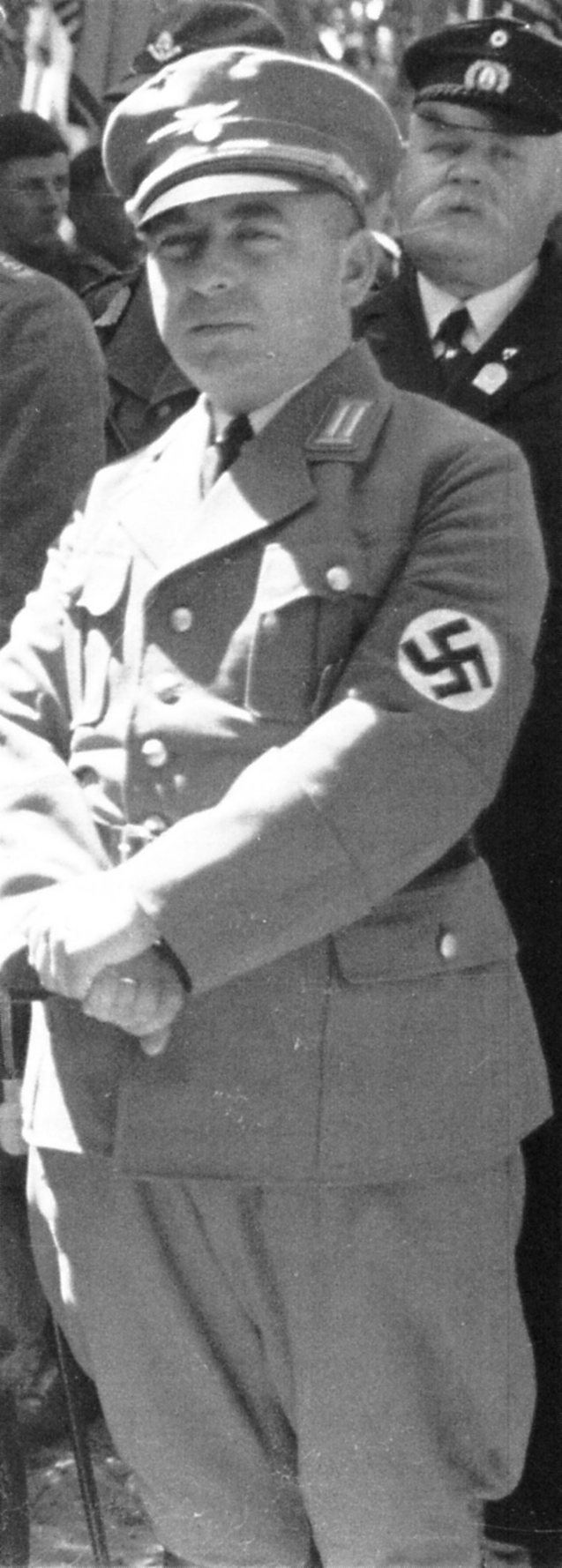
Franz Krabbes, Quelle: Sammlung Jäckel

Franz Krabbes (* 29. August 1906 in Rendsburg; † 28. Mai 1959 in Wyk auf Föhr) war ein deutscher Nationalsozialist. Er war ab 1930 NSDAP-Ortsgruppenleiter und nach der Machtergreifung der Nationalsozialisten ab 1934 zunächst kommissarisch, ab 1935 bis 1944 hauptamtlich Bürgermeister der Stadt Rendsburg.

## Leben
Franz Krabbes kam am 29. August 1906 als Sohn des Sattlers Friedrich Oswald Krabbes und der Luise Prahl in Rendsburg zur Welt. Nach Abschluss der Realschule mit Mittlerer Reife erlernte Krabbes das Sattler- und Tapeziererhandwerk. 1925 legte er die Gesellenprüfung ab. Im Folgejahr 1926 übernahm er das Sattler- und Tapezierergeschäft seines im selben Jahr verstorbenen Vaters am Rendsburger Schloßplatz 5.
Verheiratet war Franz Krabbes ab 1933 mit Freya Wendt. Aus der Ehe gingen zwei Kinder hervor. Sein Enkel Thomas Krabbes ist seit 2018 Stadtpräsident der Stadt Rendsburg.

## Politik
Zum 1. Juli 1930 trat Krabbes der NSDAP bei (Mitgliedsnummer 277.151). Als NSDAP-Ortsgruppenleiter war er ab Oktober 1930 maßgeblich verantwortlich für den Aufbau und die Organisation der zunächst kleinen Gruppe Rendsburger Nationalsozialisten. Bereits 1932 gehörten der NSDAP-Ortsgruppe 50 bis 80 Männer an, die ihre Zusammenkünfte im Hinterzimmer von Krabbes' Sattlergeschäft am Schloßplatz abhielten; größere Veranstaltungen fanden im Rendsburger Schützenhof statt.

### Öffentliche Ämter
Am 11. Januar 1934 wurde Franz Krabbes vom Landrat Wilhelm Hamkens zunächst als kommissarischer Bürgermeister anstelle des 1929 gewählten Juristen Heinrich de Haan installiert, ab 8. März 1935 mit endgültiger Ernennung war er hauptamtlicher Bürgermeister, bis zu seiner Abberufung an die Ostfront im Oktober 1944. In dieser Zeit war Franz Krabbes maßgeblich für die Durchsetzung der nationalsozialistischen Politik in Rendsburg verantwortlich, die Entlassung und Verfolgung politisch Andersdenkender sowie die Judenverfolgung.

## Entnazifizierung und Nachklang
Bis 2020 hing ein Porträt Franz Krabbes’ in der sogenannten Rendsburger Bürgermeistergalerie. Nach einer 2019 geführten Debatte über die Rolle Heinrich de Haans zur Zeit des Nationalsozialismus und Entfernung einer Gedenk-Büste vom Altstädter Markt wurden die Porträts beider Personen vorläufig entfernt und sollen mit Erläuterungstexten versehen werden.